# 우장공원
우장공원(雨裝公園)은 98.9m 높이의 우장산을 중심으로 다양한 체육시설과 휴식공간이 마련된 공원이다. 우장산이란 이름의 유래는 양천 현감이 기우제를 지냈던 것에서 유래한다. 3번째의 기우제를 드리는 날에 비가 쏟아지게 되므로 미리 비옷을 준비해 올라간다하여 우장산이라고 하였다한다. 한국폴리텍대학이 자리잡고 있기도 하다.

## 같이 보기
- 우장산로